# Luisa Enríquez Manrique de Lara
Luisa Enríquez Manrique de Lara, född 1603, död 1660, var en spansk hovfunktionär. Hon var hovdam (Dama de la reina) till Spaniens drottning  Elisabet av Frankrike. Hon fick stort inflytande över Elisabet och spelade en viss politisk roll i egenskap av personlig vän och rådgivare.

## Biografi
Luisa Enríquez Manrique de Lara var dotter till guvernören och hovmannen Luis Enríquez och Catalina Luján. Hennes far blev 1616 utsedd till hovmästare hos drottning Elisabet, och hon blev samma år hovfröken i Valladolid vid tretton års ålder. Hon beskrivs som vacker och livlig och tyckte om fester och teater, och blev snabbt personlig vän, förtrogen och favorithovdam hos den femtonåriga drottningen, som själv hade kommit till Spanien bara ett år innan.

### Gunstling
Luisa Enríquez Manrique de Lara gifte sig vid 27 års ålder med sin kusin Manuel Manrique de Lara, greve av Paredes de Nava. Som gift förlorade hon automatisk sin tjänst som hovfröken, men då hon blev änka bara sex år senare utnämndes hon till hovdam och återvände till hovet. Som änka levde hon ett alltmer religiöst liv. Hon förnyade regelbundet ett kyskhetslöfte och avstod från alla festligheter vid hovet, och agerade som drottning Elisabets personliga förtrogna: de observerades ofta i förtroliga samtal, där hon gav Elisabet religiöst influerade råd. När Elisabet agerade regent under kungens frånvaro fungerade Luisa Enríquez omvittnat som hennes rådgivare, och det noterades hur hon fungerade som budbärare och vidarebefordrade drottningregentens order till ministrarna. Elisabet och Luisa delade nu även politiska förtroenden utöver den vanliga  andakten, och det noterades att hon konsulterades av regenten.
Luisa Enríquez Manrique de Lara vårdade Elisabet under dennas sista sjukdom och död 1644. I Elisabets testamente utnämndes Luisa till guvernant för prinsessan María Teresa, ett ämbete hon delade med Inés de Zúñiga, grevinnan av Olivares till dennas död 1647. 

### Senare liv
År 1648 lämnade hon hovet och gick i kloster (hon var abbedissa från 1651). Hon brevväxlade sedan med kung Filip IV av Spanien, en vänskaplig korrespondens som diskuterade samtida händelser i politiken och kungafamiljen och som har bevarats. 